# Sadaskano
Sadaskano war ein Sohn des Kuschana-Herrschers Kujula Kadphises. Sadaskano ist von einer Kharoshthi-Inschrift auf einer Goldtafel bekannt, in der er als Sohn der Götter oder Sohn des Gottes bezeichnet wird. Der Titel erinnert an den römischen Titel divi filius mit derselben Bedeutung. Die Inschrift ist in das 14. Regierungsjahr des lokalen Herrschers von Odi Seṇavarma, Sohn des Ayidaseṇa, datiert. Sadaskano scheint kein Kronprinz gewesen zu sein. Von ihm ist nichts weiter bekannt.